# De karavaan
De karavaan (La Caravane) is het vierentwintigste album uit de stripreeks Lucky Luke. Het verhaal werd geschreven door René Goscinny en getekend door Morris. Het album werd in 1964 uitgegeven door Dupuis. 

## Inhoud
Er trekt een karavaan naar Californië, waar het leven beter is. De mensen van de karavaan worden echter uitgebuit door de gids, Frank Malone. Als Malone ontslagen wordt, wordt hij kwaad en wil hij de bestuurder die hem ontsloeg doodschieten. Lucky Luke houdt Malone tegen en wordt vervolgens gekozen als de nieuwe gids. Lucky gaat akkoord en de reis gaat verder. De toch al moeilijke omstandigheden worden erger gemaakt door een mysterieuze saboteur die bij de karavaan hoort, die de mensen van de karavaan bijna het leven kost. De problemen worden echter altijd opgelost en de karavaan trekt telkens verder. Als de karavaan bijna in Californië is, verlaat de saboteur de karavaan. Het blijkt Frank Malone te zijn, die zich vermomd had als onschuldig, oud omaatje en op een huifkar meereed. Hij verschanst zich in de hoop Lucky Luke te kunnen neerschieten, die al zijn plannen gedwarsboomd heeft. Malone is door het stilzitten op de huifkar echter een beroerde schutter geworden waardoor hij mist. Malone wordt ingerekend en in Californië uitgeleverd aan de sheriff. Als de karavaan is aangekomen is Lucky's taak volbracht en gaat hij weer weg.

## Verfilming
In 2007 werd een lange animatiefilm gemaakt gebaseerd op dit verhaal: Op naar het westen (Tous à l'Ouest). De dvd-versie heet Go west - een avontuur met Lucky Luke. Ook in de tekenfilmreeks uit de jaren tachtig werd De karavaan opgenomen.